# 記念印

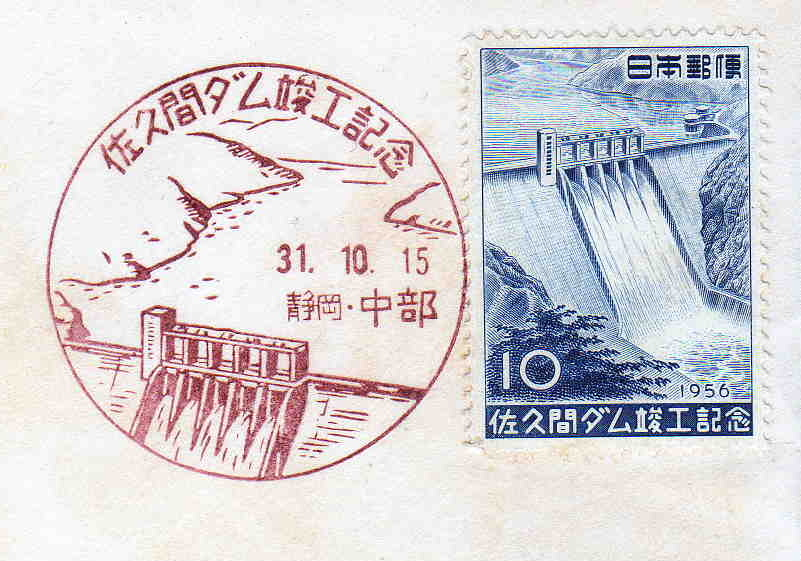
1956年当時の記念印（佐久間ダム竣工記念）

記念印（きねんいん）とは、郵便局で使用される消印のうち記念のために押印されるものを指す。

## 概要
記念印には用途別に、特印（特殊通信日付印）、初日印（初日用通信日付印）、風景印（風景入通信日付印）、小型印（小型記念通信日付印）の4種類が存在する。いずれも郵便局名と押印年月日が表示される正規の消印である。通常の消印とは異なり、押印してもらうためには郵便窓口等でその旨を希望する必要がある。

## 特印
特殊通信日付印（とくしゅつうしんにっぷいん）は、記念切手の発行時や全国的な記念行事の際に使用される、直径36mmの絵入りの消印である。鳶色と呼ばれる赤茶色のインクで押印される。
特印には手押し（手押用印）と押印機（記念押印機用印）の2種類がある。手押しは1902年6月20日の万国郵便連合加盟二十五年祝典記念絵葉書の発行時から、押印機は1995年3月3日の日本ブラジル修好100年記念切手の発行時からそれぞれ使用が開始された。
押印のためには使用局へ直接赴くか、事前に郵送で依頼する必要がある。詳細は日本郵便ウェブサイト内の新着切手情報のページを参照のこと。
1970年〜1973年、初日印と同じ形の「機械特印」（黒色のインクで押印される）が一部の局で使用されていた。

### 手押し
手押し（手押用印）は記念切手発行日から1週間、各局郵便窓口の開設時間内に使用される。押印は定例局に加え、発表時に指定された郵便局で行われる。
なお東京中央郵便局名義の特印は京橋郵便局、名古屋中央郵便局名義の特印は名古屋柳橋郵便局（2025年4月2日以降は名古屋西郵便局に変更）、大阪中央郵便局名義の特印は大阪北郵便局（2024年8月6日より）に設置される記念押印のための特設会場にて、それぞれ押印される。

## 初日印
初日用通信日付印（しょにちようつうしんにっぷいん）は、切手・はがきの発行日のみに使用される消印である。印影に鳩のマークが入っていることから「ハト印」とも称される。和文ハト印、欧文ハト印、機械ハト印、絵入りハト印の4種類が存在する。
このうち絵入りハト印は、年賀切手・シリーズ切手・グリーティング切手の発行日にのみ使用される直径36mmの絵入りの消印で、前述の特印と同様に鳶色のインクで押印され、手押しと押印機の2種類が使用される。
和文・欧文・機械ハト印と絵入りハト印とでは押印時間も異なる。前者の押印時間は9時から12時までだが、後者は特印同様、押印機は9時から19時まで、手押し印は各局郵便窓口の開設時間内に押印できる。
1965年9月21日の第9回国際原子力機関総会切手発行の際に使用開始となった。
既発行の切手と全く同じ印面（同額面）で新たにコイル切手・シール切手・小型シートなどとして発行される場合、ハト印は使用されない。『官報』の告示上は、これらは既発行の切手と同じものとして分類されるためである。

### 使用局
定例局に加え、発表時に指定された郵便局で押印が行われる。
機械ハト印と欧文ハト印に関しては、郵便局ごとにどちらか片方のみが使われる（機械ハト印を使用する郵便局では欧文ハト印の押印を行わず、欧文ハト印を使用する郵便局では機械ハト印の押印を行わない）。

## 風景印
風景印の稿を参照。

## 小型印
小型記念通信日付印（こがたきねんつうしんにっぷいん）は、地域の記念行事などの際に使用される直径32mmの消印で、鳶色のインクで押印される。他の鳶色の記念印より小型であることと、イベントによって使用期間が異なることが特徴である。日本郵便ウェブサイト内の小型印のページで広報が行われている。
1934年5月22日の徳島県小松島築港竣工記念の際に「図案文字入通信日付印」として使用されたのが小型印の起源であり、1951年6月1日に「小型記念通信日付印」と改称された。

## 関連図書
- 貴志俊彦『満洲国のビジュアル・メディア――ポスター・絵はがき・切手』吉川弘文館、2010